# Miguel Portas

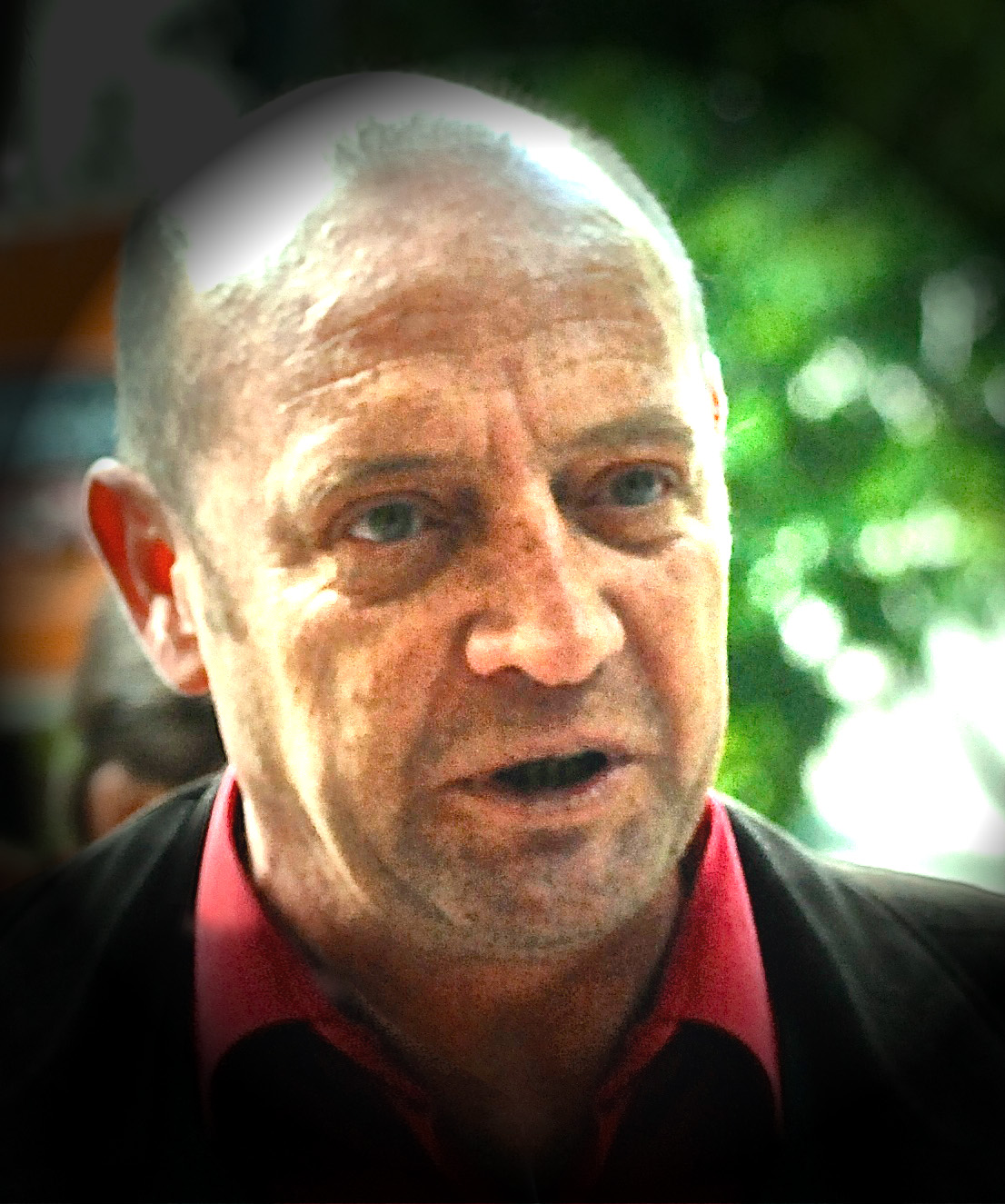
2009

Miguel Sacadura Cabral Portas (Lisboa, 1 de mayo de 1958 - Amberes, 24 de abril de 2012) fue un economista, periodista y político portugués.
Se licenció por el Instituto Superior de Economía de Lisboa y fue eurodiputado del Bloco de Esquerda; electo en 2004 y reelegido en 2009. 

## Actividad profesional
Inició su actividad como animador cultural en un municipio del Alentejo, y colaborador,  en la sierra del Algarve, de una red de proyectos y desarrollo local. En 1988 empieza su carrera como periodista y entró a trabajar en el semanario Expresso, donde coordinó la sección de Sociedad. 
En 1990 interrumpe su actividad periodística para asumir funciones de asesor en cuestiones urbanas y culturales del entonces presidente (alcalde) de la Cámara Municipal de Lisboa, el socialista Jorge Sampaio. Regresa al periodismo dos años después, y de nuevo en el semanario Expresso, donde ejerce, sucesivamente, las funciones de editor internacional de la revista del periódico y en seguida las de responsable del área de Cultura del semanario. 
En 1995 abandona Expresso para, un año después, lanzar un proyecto de semanario independiente de izquierdas, del que fue director. Las dificultades financieras de este proyecto llevarán a la cooperativa de periodistas y a la sociedad editora a redimensionar el proyecto, lanzando en su sustitución una revista mensual, Vida Mundial, durante los años 1998 y 1999. En esta nueva publicación, Miguel Portas fue columnista y corresponsal. 
En 1998 fue invitado por la Comisión Nacional de los Descubrimientos Portugueses a ejercer de presentador y autor de los textos de la serie documental Mar de las Indias, presentada en abril de 2000 en la RTP2. Este trabajo, realizado por Camilo Azevedo, recibió el premio más prestigioso de la crítica en Portugal. A diferencia de otros trabajos del género, no se basaría en los lugares que señalaban la presencia portuguesa en este océano sino en las culturas con las que los colonizadores contactaron. Entre 2000 y 2001 escribió quincenalmente una columna de opinión en el semanario Expresso, y una semanal en Diário de Notícias, que cesó a finales de 2005. 
En 2003 y 2004 participa regularmente en los debates del canal de noticias de SIC. En 2004 la editora Dom Quixote publica su primer libro, E o resto é paisagem, donde se reúnen diversos ensayos, reportajes y entrevistas realizadas en los cuatro años anteriores. Actualmente es director de una revista de ensayo político-cultural, Manifesto. Ese mismo año concluyó el rodaje de una nueva serie documental sobre las civilizaciones y los pueblos del Mediterráneo.

## Actividad política
Inició sus actividades políticas en 1971, cuando ingresó en la enseñanza secundaria. Como activista estudiantil tuvo que cambiar de instituto en dos ocasiones, debido a la secuencia de suspensiones y procesos disciplinarios abiertos por la dictadura salazarista. En diciembre de 1973, junto a otros 156 estudiantes de secundaria, es detenido por la PIDE.
Ingresó en la Unión de Estudiantes Comunistas, organización vinculada al Partido Comunista Portugués (PCP), ese mismo año, con apenas 15 años de edad. En 1974 pasa a integrar la Comisión Central de esa organización juvenil. Más tarde, ya en el Instituto Superior de Economía, será dirigente de su Asociación de Estudiantes, y como tal, coordinará el Secretariado de la Reunión Inter-Asociaciones, a comienzos de la década de 1980. 
Abandona su militancia en el PCP en 1989, durante el proceso de expulsiones desencadenado contra los partidarios de la Perestroika, y es uno de los fundadores de la Plataforma de Esquerda, organización cuya mayoría acaba integrándose dos años después en el Partido Socialista (PS). 
A inicios de la década de 1990 emerge Política XXI, un movimiento que agrupa a la minoría de la Plataforma de Esquerda que no ha ingresado en el PS, a una parte del extinto Movimiento Democrático Portugués, y a activistas estudiantiles independientes, protagonistas de las luchas por la democratización del acceso a la universidad y por su gratuidad. Política XXI será una de las tres formaciones que estará, en 1999, en el origen del Bloco de Esquerda (BE). 
Con la fundación del BE, en marzo de 1999, fue cabeza de lista a las Elecciones europeas de junio de ese año, donde el nuevo partido obtuvo un 1,8% de los votos. Cinco años más tarde, será elegido eurodiputado, al obtener su partido el 4,9%. 
Así mismo, ha estado implicado en los movimientos contra la invasión de Irak, y en la preparación del primer Foro Social Portugués. Así mismo fue candidato en las Elecciones legislativas de 1999, por el Distrito de Oporto, donde se quedó a mil votos de la elección; y cabeza de lista del BE a la Cámara Municipal de Lisboa en 2001. 
Es hermano del líder del partido derechista CDS-PP, Paulo Portas, y sobrino-nieto de Artur de Sacadura Freire Cabral.
Miguel Portas ha muerto el 24 de abril de 2012, con 53 años, debido a un cáncer de pulmón detectado en 2010.